# Ctenus humilis
Ctenus humilis là một loài nhện trong họ Ctenidae.
Loài này thuộc chi Ctenus. Ctenus humilis được Eugen von Keyserling miêu tả năm 1887.